# Кривицкий, Вальтер Германович
Ва́льтер Ге́рманович Криви́цкий (настоящее имя — Самуи́л Ге́ршевич Ги́нзберг; 28 июня 1899 — 10 февраля 1941) — деятель советских органов госбезопасности, высокопоставленный сотрудник ИНО НКВД, невозвращенец. Полиглот, владел польским, русским, немецким, французским, итальянским и голландским языками.
Бежал на Запад во время сталинских репрессий в среде РККА и НКВД.

## Биография
Родился в семье торгового служащего в Подволочиске (Австро-Венгрия) в 1899 году; в еврейской семье. Вступив в партию в 1919 году, во время работы в тылу белогвардейских войск на Украине, после Гражданской войны постепенно стал одним из крупнейших специалистов Разведывательного управления РККА по странам Западной Европы. Преподавал в Высшей школе подготовки разведчиков, занимая должность, соответствующую званию командира бригады РККА. С 1933 по 1934 — директор Института военной промышленности.

### Зарубежная командировка
В 1934 году командирован в Австрию, затем в Германию. В июле 1936 года раскрыл содержание секретных переговоров между Японией и Германией, получив в переснятом виде полную подборку секретной переписки японского военного атташе с высшим военным и политическим руководством в Токио.

### Невозвращенец
В декабре 1936 года Кривицкий неожиданно получил указание Центра «заморозить» всю советскую агентурную сеть в Германии. К этому времени его берлинская агентура донесла, что Сталин начал переговоры с Гитлером через своего личного представителя. В этой обстановке, в марте 1937 года по срочному вызову он прибыл в Москву. К этому времени волна арестов уже коснулась аппарата «РазведУпра» и Иностранного отдела ГУГБ. Когда Кривицкий ожидал ареста, он 22 мая 1937 года был отправлен в срочную командировку в Гаагу.
17 июля 1937 года Игнатий Рейсс, сотрудник, замещавший его во время отъезда в Москву, будучи уверенным, что Сталин ведёт страну к катастрофе, встретился с сотрудницей советского торгпредства в Париже Л. Грозовской и передал через неё московскому руководству пакет. В нём оказалось письмо в ЦК ВКП(б) и орден Красного Знамени, которым Рейсс был награждён в 1928 году за выполнение ответственных правительственных заданий. Вскоре Кривицкий был информирован о том, что Рейсс порвал с советской службой, и ознакомлен с его письмом в ЦК ВКП(б), в котором Рейсс утверждал:

Тот, кто хранит молчание в этот час, становится пособником Сталина и предателем дела рабочего класса и социализма… У меня достаточно сил, чтобы начать всё сначала. А дело именно в том, чтобы начать сначала, чтобы спасти социализм… Я возвращаю себе свободу. Назад к Ленину, его учению и делу. Я хочу предоставить свои силы делу Ленина, я хочу бороться, и наша победа — победа пролетарской Революции — освободит человечество от капитализма, а Советский Союз от сталинизма.

Оказавшемуся в сложном положении Кривицкому для реабилитации перед Сталиным и Ежовым было предложено принять активное участие в ликвидации Рейсса. Он не смог этого допустить и предупредил своего бывшего сотрудника о надвигающейся опасности. Тем не менее в том же году Рейсс был обнаружен в Швейцарии и убит.
Осенью 1937 года получил указание вернуться в СССР. Поскольку после возвращения в СССР он наверняка был бы репрессирован, Кривицкий принял решение обратиться к французскому правительству с просьбой о политическом убежище. В 1937—1938 годах проживал во Франции, с 1938 — в США. С этого времени — автор целого ряда разоблачающих сталинский режим статей, издал книгу «Я был агентом Сталина». 7 марта 1939 года на жизнь Вальтера было совершено очередное покушение. В журнале «The Saturday Evening Post» Вальтер написал несколько обличащих сталинизм статей, а также сенсационную статью о секретных связях с 1934 года СССР с фашистской Германией. Советское представительство в США принимало меры к дискредитации Кривицкого. Однако заключение пакта Риббентроп — Молотов в августе 1939 года снова привлекло внимание к публикации Вальтера.
Утверждают, что он выдал завербованного в 1934 году шифровальщика британского МИД Джона Кинга, который был осуждён к 10 годам тюремного заключения.
А. Колпакиди утверждает, что согласно рассекреченным документам британской разведки Кривицкий выдал более 100 советских агентов по всей Европе и Америке, другой исследователь Н. Долгополов добавляет, что помимо шифровальщика Кинга был выдан и руководитель знаменитой «Кембриджской пятёрки» Ким Филби.
В своей книге Кривицкий утверждал о том, что немцы через чехословаков подбросили СССР заведомо фальшивые документы о работе Тухачевского на немецкие спецслужбы. Павел Судоплатов заявлял, что никаких подобных документов не было обнаружено ни в архивах КГБ, ни в личном архиве Сталина.

### Смерть

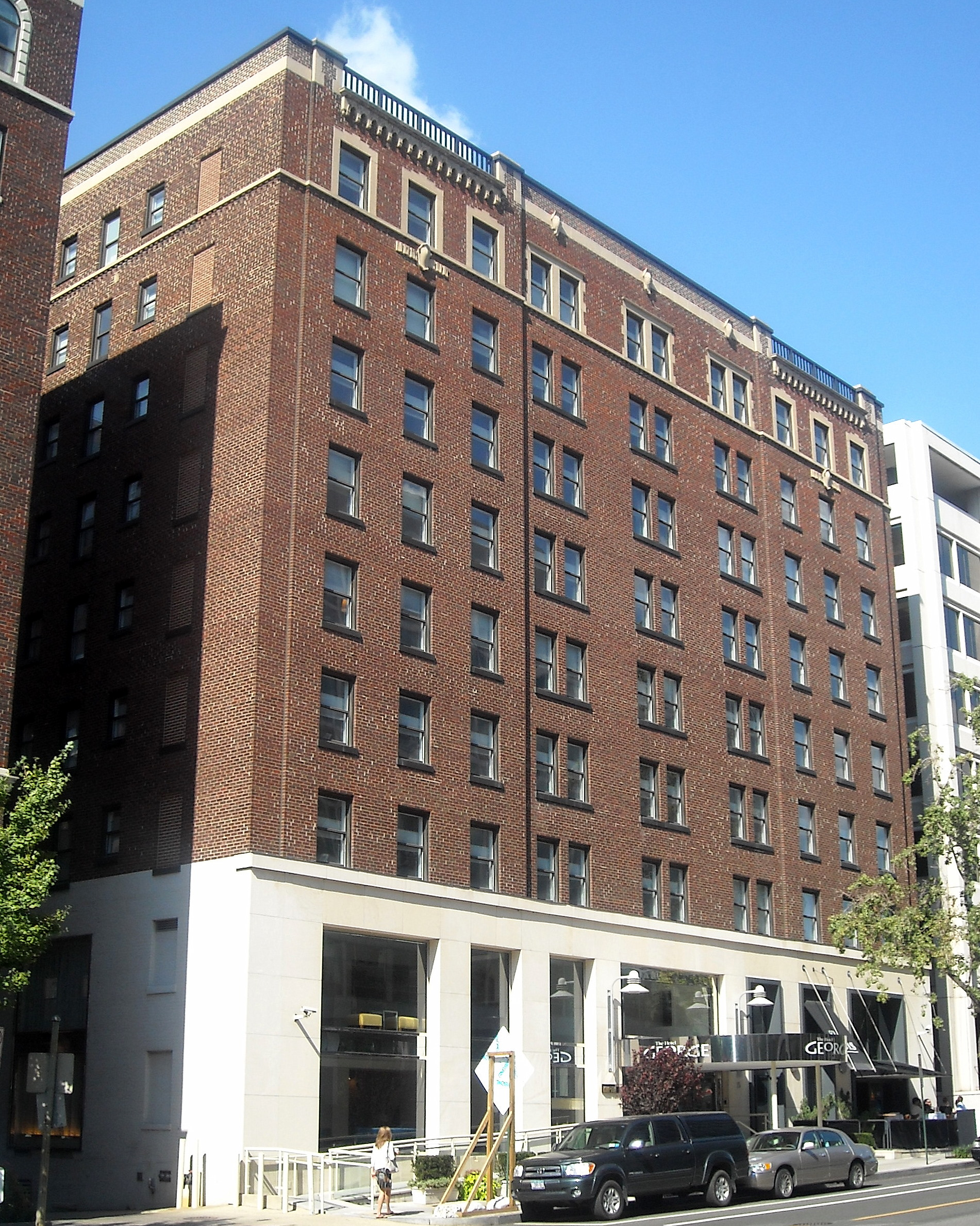
Кривицкий был найден мёртвым в гостинице «Беллвью» (сейчас это Kimpton George Hotel), в Вашингтоне

10 февраля 1941 года Кривицкий был найден мёртвым в гостинице «Беллвью» в Вашингтоне. В качестве основной версии гибели рассматривалось убийство, совершённое агентами советской разведки. Павел Судоплатов отвергал эту версию, утверждая, что Кривицкий застрелился в результате нервного срыва после депрессии, но полагал, что о его смерти никто не жалел ни в НКВД, ни в Разведывательном управлении РККА.
По утверждению советского агента Кима Филби, Кривицкий покончил с собой, разочаровавшись в «свободном мире». При этом было обнаружено три записки.
Первая — жене и детям:

Дорогие Тоня и Алик! Мне очень тяжело. Я очень хочу жить, но это невозможно. Я люблю вас, мои единственные. Мне трудно писать, но подумайте обо мне, и вы поймёте, что я должен сделать с собой. Тоня, не говори сейчас Алику, что случилось сейчас с его отцом. Так будет лучше для него. Надеюсь, со временем ты откроешь ему правду… Прости, тяжело писать. Береги его, будь хорошей матерью, живите дружно, не ссорьтесь. Добрые люди помогут вам, но только на время. Моя вина очень велика. Обнимаю вас обоих. Ваш Валя.
Р. S. Я написал это вчера на ферме Добертова. В Нью-Йорке у меня не было сил писать. В Вашингтоне у меня не было никаких дел. Я приехал к Добертову, потому что нигде больше не мог достать оружие.

Второе письмо было адресовано адвокату:

Дорогой мистер Уолдмен! Моя жена и сын будут нуждаться в Вашей помощи. Пожалуйста, сделайте для них всё, что можете. Ваш Вальтер Кривицкий.
Р. S. Я поехал в Вирджинию, так как знал, что там смогу достать пистолет. Если у моих друзей будут неприятности, помогите им, пожалуйста. Они хорошие люди.

Третья записка была адресована С. Пафолетт — писательнице, которая дружила с семьёй Кривицких:

Дорогая Сузанна! Надеюсь, у тебя всё в порядке. Умирая, я надеюсь, что ты поможешь Тоне и моему бедному мальчику. Ты была верным другом. Твой Вальтер.

Официальное расследование в феврале 1941 года признало факт самоубийства Кривицкого.
Однако вдова Кривицкого отстаивала версию убийства. К тому же до своей смерти Вальтер предупреждал:

Если когда-нибудь меня найдут мертвым и это будет выглядеть как несчастный случай или самоубийство, не верьте! За мной охотятся...

## Работы
‘In Stalin’s secret service’ («Я был агентом Сталина») 
- Krivitsky, Walter G. In Stalin’s secret service:  An Expose of Russia’s Secret Policies by the Former Chief of the Soviet Intelligence in Western Europe (англ.). — New York: Harper Brothers, 1939.
  - Krivitsky, Walter G. In Stalin’s secret service (англ.). — Enigma Books, 2011. — ISBN 978-1929631384. ISBN 1-929631-38-3 340 pages (англ.)
  - В. Кривицкий. Я был агентом Сталина. Записки советского разведчика. Пер. с англ. — М.: «Терра-Terra», 1991. — 365 с.